# Feestdagen van nazi-Duitsland 1933-1945
De feestdagen in nazi-Duitsland van 1933 tot 1945 waren voornamelijk gecentreerd rond belangrijke politieke gebeurtenissen, dienende als een vorm van politieke educatie en het versterken van propagandathema's. De belangrijkste nationale feestdagen werden daarom gecontroleerd door Joseph Goebbels van het Rijksministerie van Volksvoorlichting en Propaganda, en gingen vaak gepaard met massabijeenkomsten, optochten, toespraken en radio-uitzendingen.
Veel van de officiële nationale feestdagen in het Derde Rijk waren feestdagen van politieke gebeurtenissen, namelijk de overname van de macht (30 januari), de aankondiging van het programma van de nazi-partij in 1920 (24 februari), Hitlers verjaardag (20 april) en de Bierkellerputsch (9 november).

## Feestdagen
| Duits                                     | Nederlands                | Datum                                                   | Opmerking                                                       |
| ----------------------------------------- | ------------------------- | ------------------------------------------------------- | --------------------------------------------------------------- |
| Neujahr                                   | Nieuwjaar                 | 1 januari                                               |                                                                 |
| Heldengedenktag                           | Heldengedenktag           | 16 maart, als zondag, anders zondag voor de 16e maart   | Vanaf 1939, vooraf aan de 5e zondag voor Pasen (Reminiscere)    |
| Karfreitag                                | Goede Vrijdag             | Paaszondag -2 dagen                                     |                                                                 |
| Ostermontag                               | Paasmaandag               | Paaszondag +1 dag                                       |                                                                 |
| Führergeburtstag                          | Geen equivalent           | 20 april                                                | Alleen 1939 (Hitlers 50ste verjaardag)                          |
| Nationaler Feiertag des deutschen Volkes  | Dag van de Arbeid         | 1 mei                                                   | Vanaf 1934, 1933 als "Feiertag der nationalen Arbeit" ingevoerd |
| Christi Himmelfahrt                       | Hemelvaartsdag            | Paaszondag + 39 dagen                                   |                                                                 |
| Pfingstmontag                             | Pinkstermaandag           | Paaszondag + 50 dagen                                   |                                                                 |
| Fronleichnam                              | Sacramentsdag             | Paaszondag + 60 dagen                                   | Alleen in parochies met een overwegend katholieke bevolking     |
| Erntedanktag                              | Oogstfeest                | 1ste zondag na feestdag van Sint-Michiel (29 september) |                                                                 |
| Reformationstag                           | Hervormingsdag            | 31 oktober                                              | Alleen in parochies met een overwegend evangelische bevolking   |
| Gedenktag für die Gefallenen der Bewegung | Gedenkdag van de beweging | 9 november                                              | Vanaf 1939                                                      |
| Buß- und Bettag                           | Boete- en gebedsdag       | Woensdag voor de 23ste november                         |                                                                 |
| 1. Weihnachtsfeiertag                     | 1ste Kerstdag             | 25 december                                             |                                                                 |
| 2. Weihnachtsfeiertag                     | 2ste Kerstdag             | 26 december                                             |                                                                 |

## Vlagdagen
De dagen waarop na de Tweede verordening voor de uitvoering van de Reichsflaggengesetz van 28 augustus 1937:
| Duits                | Nederlands             | Datum            |
| -------------------- | ---------------------- | ---------------- |
| Parteigründungsfeier | Partijoprichtingsfeest | 24 februari      |
| Muttertag            | Moederdag              | 2e zondag in mei |
| Sommersonnenwend     | Zomerzonnewende        | 21 juni          |
| Reichsparteitag      | Rijkspartijdag         | Eerste half sept |
| Wintersonnenwende    | Winterzonnewende       | 22 december      |
| Volksweihnacht       | Volkskerstavond        | 24 december      |

## Verdere gedenkdagen
| Duits                                    | Nederlands                       | Datum             |
| ---------------------------------------- | -------------------------------- | ----------------- |
| Reichsgründungstag                       | Grondlegging van het Rijk        | 18 januari        |
| Tag der nationalen Erhebung              | Dag van de overname van de macht | 30 januari        |
| Heldengedenktag                          | Heldenherdenkingsdag             | Februari/maart    |
| Führergeburtstag                         | Führers verjaardag               | 20 april          |
| Nationaler Feiertag des Deutschen Volkes | Feestdag van de nationale arbeid | 1 mei             |
| Gedenktag Tschammer                      | Gedenkdag Tschammer              | 2 mei             |
| Erntedanktag                             | Oogstfeest                       | September/oktober |
| Gedenktag für die Bewegung               | Gedenkdag van de Beweging        | 9 november        |